# Virgin Killer
Virgin Killer — четвёртый студийный альбом немецкой хард-рок-группы Scorpions, вышедший в 1976 году, первый альбом группы, получивший известность за пределами Европы. Заглавная песня, Virgin Killer, освещает тему людской порочности, это подало идею обложки с обнажённой десятилетней девочкой, которая была запрещена в США и ряде других стран.

## Об альбоме
Диск Virgin Killer постигла та же судьба, что и остальные альбомы, записанные с участием Ульриха Рота: он не смог вызвать серьёзный интерес в США, но был весьма популярен в Японии, где дошёл до 32-й строчки в хит-параде. Альбом стал очередным шагом группы на пути от психоделик-рока к хард-року. Критик Винсент Джефрис из Allmusic в своём обзоре написал, что

альбом был первым из четырёх студийников, действительно определивших стиль Scorpions и их неповторимое металлическое звучание, ставшее чрезвычайно популярным
Оригинальный текст (англ.)(album was) the first of four studio releases that really defined the Scorpions and their urgent metallic sound that was to become highly influential

Также Джефрис отметил, что первая композиция, «Pictured Life», стала одной из визитных карточек Scorpions. Автор этой песни, Рудольф Шенкер, вспоминает, что продюсер Дитер Диркс, который был частью всей трансформации Scorpions в то время, заставил вокалиста Клауса Майне петь так мощно, что его голос буквально начинает создавать шум в ушах слушателя. 
Как считает музыкальный критик Мартин Попофф, во второй песне альбома «Catch Your Train» Scorpions открыли своё будущее в арена-роке. В этой песне необычная структура «стоп-старт», но при этом она драйвовая и с великолепной сменой аккордов. Некоторые специалисты считают сольные партии Ульриха Рота в номере «Catch Your Train» примером неоклассического гитарного прото-шреда. 
Отмечая значительный прогресс группы по сравнению с предыдущим альбомом, Ульрих Рот рассказал в интервью журналу Guitar World: «Взгляните на такую песню, как „Catch Your Train“ — это было что-то новое. Такая игра на гитаре была совершенно новым стилем, не таким, каким её делали раньше. А если посмотреть на мои гитарные соло в „Yellow Raven“, то там всё действительно изобретательно, и это намного опережало типичный стиль рок-гитары, который можно было увидеть в 70-х». 
Заглавный трек альбома родился во время гастрольного тура по Германии, когда Scorpions выступали на разогреве у группы Kiss. По словам Ульриха Рота, он джемовал в гримерной комнате и напевал разные непристойные и возмутительные фразы в попытке шуточно подражать песням Kiss. Остальным участникам группы это неожиданно понравилось, и Ули пришлось придумать осмысленный текст из этой импровизации. 

## Критика и признание
Ульрих Рот, соло-гитарист группы, назвал Virgin Killer вместе с предыдущим релизом In Trance своими любимыми альбомами Scorpions.
Онлайн-издание Ultimate Classic Rock считает, что в музыкальном плане Scorpions достигли своего пика на этом альбоме. По мнению его обозревателя, Virgin Killer был совершенно очевидно стилизован как звуковое продолжение своего успешного предшественника In Trance, но в котором вдохновенное написание песен группой продолжало приносить свои плоды: «Команда авторов, состоящая из ритм-гитариста Рудольфа Шенкера и певца Клауса Майне, теперь была способна создавать одинаково заразительные хард-роковые композиции („Backstage Queen“, „Catch Your Train“) и мощные баллады („In Your Park“, „Crying Days“), каждая из которых поднимались до захватывающих высот неподражаемой пиротехникой соло-гитары Рота». 
Схожей точки зрения придерживается журнал Classic Rock, который пишет, что в музыкальном плане Virgin Killer является лучшим альбомом Scorpions 1970-х годов. Материал, по мнению авторов журнала, был последовательно сильнее, чем в любой другой момент пребывания Ульриха Рота в группе, что доказывается количеством песен, которые вошли в концертный сет группы в последующие годы.

## Обложка
Как и в случае с предыдущим альбомом группы, In Trance, обложка подверглась цензуре, в некоторых странах альбом вышел с альтернативной версией обложки. Автором обложки был Штефан Бёле (Steffan Böhle), менеджер компании RCA Records. Он изобразил несовершеннолетнюю обнажённую девочку на чёрном фоне; эффект разбитого стекла прикрывает её гениталии. Фото девочки было сделано Майклом фон Гимбутом.
Бывший в то время басистом группы Франсис Бухгольц в 2007 году в своём интервью заявил, что изображённой моделью была «племянница или дочка того парня, который оформлял обложку».
В ответ на вопрос журналиста: «…как родилась идея делать для альбомов Scorpions все эти провокационные обложки, начиная с альбома Virgin Killer c обнажённой девочкой-подростком?» гитарист группы Рудольф Шенкер ответил: «Если говорить конкретно об этом альбоме, то его идея была в том, что рано или поздно настаёт момент, когда нужно взрослеть, расстаться с девственностью, как в физиологическом, так и в более широком, моральном смысле. И один наш знакомый журналист придумал вот этот образ — девочка, которая словно изображена на разбитом стекле. Рекорд-компании эта идея понравилась. Мы-то сами не слишком были настроены на скандал, но наши издатели сказали: „Парни, вы — рок-группа, давайте-ка поработаем пожёстче!“. По нынешним временам это, конечно, было бы слишком, нас бы тут же обвинили в распространении детской порнографии, но тогда провокация только приветствовалась. Впрочем, в США альбом всё равно вышел с другой обложкой».

## Список композиций
| №  | Название           | Автор(ы)           | Длительность |
| -- | ------------------ | ------------------ | ------------ |
| 1. | «Pictured Life»    | Майне, Рот, Шенкер | 3:21         |
| 2. | «Catch Your Train» | Майне, Шенкер      | 3:32         |
| 3. | «In Your Park»     | Майне, Шенкер      | 3:39         |
| 4. | «Backstage Queen»  | Майне, Шенкер      | 3:10         |
| 5. | «Virgin Killer»    | Рот                | 3:41         |

| №                   | Название            | Автор(ы)            | Длительность |
| ------------------- | ------------------- | ------------------- | ------------ |
| 6.                  | «Hell Cat»          | Рот                 | 2:54         |
| 7.                  | «Crying Days»       | Майне, Шенкер       | 4:36         |
| 8.                  | «Polar Nights»      | Рот                 | 5:04         |
| 9.                  | «Yellow Raven»      | Рот                 | 4:58         |
| Общая длительность: | Общая длительность: | Общая длительность: | 34:45        |

## Интернет-цензура
В мае 2008 года представители американского консервативного социального сайта WorldNetDaily доложили в ФБР о том, что обложка альбома Virgin Killer доступна на сайте Википедия. Последовал комментарий представителя общества «Небезразличные женщины Америки» (англ. Concerned Women for America):

Позволяя этому изображению оставаться доступным, Википедия помогает культивированию извращений и педофилии.
Оригинальный текст (англ.)By allowing that image to remain posted, Wikipedia is helping to further facilitate perversion and pedophilia."

За этим сообщением последовали многочисленные дискуссии участников проекта Википедия, завершившиеся консенсусом об оставлении изображения, о чём сообщил журнал EContent magazine.
В декабре 2008 года британская организация Internet Watch Foundation (IWF) занесла версию статьи Virgin Killer на английском языке в свой «чёрный список», так как в онлайн-энциклопедии демонстрировалась оригинальная версия обложки альбома. В результате пользователи многих британских провайдеров лишились возможности просматривать эту статью, а IWF классифицировали изображение как «потенциально нелегальное изображение ребёнка, размещённое за пределами Великобритании». В последовавшем пресс-релизе адвокат Фонда Викимедиа заявил:

У нас нет причин считать, что статья или изображение, содержащееся в статье, считаются нелегальными где-либо в мире.
Оригинальный текст (англ.)We have no reason to believe the article, or the image contained in the article, has been held to be illegal in any jurisdiction anywhere in the world

Спустя неделю, после широкого освещения в прессе, блок был снят. Одной из причин было проявление эффекта Стрейзанд: возрастания популярности информации вследствие её запрета.

## Участники записи

#### Музыканты
- Клаус Майне — вокал
- Рудольф Шенкер — ритм-гитара
- Ульрих Рот — соло-гитара, вокал на «Hell Cat» и «Polar Nights»
- Франсис Бухгольц — бас-гитара
- Руди Леннерс — ударные

#### Персонал в студии
- Ахим Киршнинг — синтезатор, клавишные
- Дитер Диркс — аранжировки, продюсирование

## Кавер-версии
- «Pictured Life» была исполнена греческой пауэр-метал-группой Firewind в их дебютном альбоме.
- «Crying Days» исполняла известная шведская симфоник-метал-группа Therion как бонус-трек в альбоме Secret of the Runes.
- «Polar Nights» никогда не исполнялась группой Therion, а на сборнике кавер-версий A tribute to Scorpions и в альбоме Secret of the Runes была исполнена песня «Crying Days».
- «Yellow Raven» была исполнена шведской прогрессив-метал-группой Pain of Salvation на EP Linoleum.